# Christian Peter Wienberg
Christian Peter Wienberg (14. marts 1819 i Helsingør – 7. juni 1901 i København) var en dansk murermester og politiker.
Hans adoptiv fader Sven Mathias Wienberg var murermester fra Helsingør, hans moder Ane Kirstine f. Madsen Tibirke. Efter endt skolegang kom han i murerlære og fik allerede i 1841, kun lidt over 22 år, myndighedsbevilling for at kunne nedsætte sig som murermester i Nakskov, hvor han ved sin foretagsomhed snart blev et særsyn mellem vore provinsmurmestre. Nakskov Rådhus blev hans første større opgave. Han byggede dernæst herregårde, bl.a. Søllestedgård, Pederstrup (senere nedrevet), Søholt og Nakskov Ladegård, proprietærgårdene Svendstrupgård, Hvidkildegård, Købelevgård, Vindebygård og Orebygård, apoteket og lægeboligen i Vesterborg, 4 præstegårde, 3 teglværker og restaurerede 23 kirker, opførte fyrtårne, forpagtede Holmegaards Teglværk osv.
Særligt kirkeopgaverne brolagde vejen til større opgaver, og 1866 forlagde han sin virksomhed til København, og han, der tidligere var kommet i forbindelse med kammerherre Ferdinand Meldahl, fik nu det ene store byggeforetagende efter det andet, Frederiksborgs genopførelse, Havnevæsenets bygning på Toldboden, Kunstudstillingsbygningen på Charlottenborg, missionshuset Bethesda på Grønttorvet, Øresundshospitalet, retorthuset på Østre Gasværk (nedrevet), udvidelsen af Charlottenlund Slot, Vestre Hospital, Tuborgs Fabrikker (nedrevet), Den romerske Badeanstalt, Alexander Nevsky Kirke, Holmblads Fabrikker på Amager, kirken i Holbæk, tårnene på Kronborg, ombygningen af Brahetrolleborg, hovedbygningerne på Kokkedal Slot, Smidstrupgård (nedrevet), Stokkerup og Rosenfeldt ved Vordingborg, en mængde jernbanestationer, restaureringen af hele 47 kirker samt Statens Museum for Kunst (tegnet af svigersønnen Georg E.W. Møller), Marmorkirken, Dronning Louises Bro, Holmens Bro og Højbro osv.
1871 overtog han nedrivningen af Peder Madsens Gang, men opgaven var for stor for én mands indsats, hvorfor Det Kjøbenhavnske Bygge-Selskab overtog ledelsen. Wienberg stod dog stadig for arbejdet og for opførelsen af Hotel d'Angleterre.
Opførelsen af fyrtårne blev en specialitet for ham (fra 1846 har han i alt opført 18), men tillige fik han betydning ved de stenhuggerier, han erhvervede på Bornholm (1872) og Øland (1880). 1876-83 var han desuden borgerrepræsentant i København, ligesom han 1875-96 hørte til den styrende kreds i Industriforeningen og 1875-76 var formand for Lærlingeforeningens repræsentantskab.
9. juni 1843 ægtede han Martine Samueline Abildgaard (f. 14. november 1821), datter af kornkøbmand Christian Abildgaard i Nakskov og Constance Christine f. Christensen. Han døde 7. juni 1901 og er begravet på Assistens Kirkegård. Han findes portrætteret af svigersønnen C.C. Andersen (familieeje). Litografi af I.W. Tegner 1881.
Parret fik 11 børn:
1. Thorvald Mathias Wienberg,  født 10. maj 1844 i Nakskov, Lollands Nørre Herred, Maribo. indleder et kort forhold med  Carolie Amalie Vilhelmsen  Han blev gift 2. december 1874 i Vor Frue Kirke med Charlotte Elisabeth Rothe, født 23. december 1851 i København (datter af Viggo Rothe og Martha Gustavia Rothe) død 17. december 1929 på Frederiksberg.
2. Edvard Alfred Wienberg, født 10. maj 1845 i Nakskov.
3. Constanse Sophie Lovise Wienberg, født 6. juli 1846 i Nakskov. Hun blev gift 6. august 1869 i Vor Frue Kirke med arkitekt Georg Ebbe Wineken Møller.
4. Anna Christiane Wienberg, født 1. maj 1848 i Nakskov. Hun blev gift 1. maj 1872 i Vor Frue Kirke med Christian Teilmann Geelmayden (født ca. 1841).
5. Peder Olaf Wienberg, født 19. august 1849 i Nakskov.
6. Emannuel Ludvig Wienberg, født 3. marts 1851 i Nakskov.
7. Julius Wienberg, født 30. april 1852 i Nakskov, død samme år samme sted.
8. Christian Julius Wienberg, født ca. 1853 i Nakskov.
9. Martine Julie Wienberg, født 21. september 1854 i Nakskov.
10. Fredericia Wienberg, født ca. 1856 i Nakskov.
11. Therese Elisabeth Wienberg, født 12. december 1859 i Nakskov, død 3. december 1939 i København. Gift 18. januar 1884 med maler Carl Christian Andersen.